# Nuno Santos (calciatore 1973)
Nuno Luís Costa Santos, noto semplicemente come Nuno Santos (Setúbal, 20 aprile 1973), è un allenatore di calcio ed ex calciatore portoghese, di ruolo portiere.

## Carriera
Ha giocato con varie squadre portoghesi, fra cui il Benfica.

## Allenatore
Ha seguito José Mourinho come preparatore dei portieri al Tottenham Hotspur Football Club prima e poi all'Associazione Sportiva Roma, collezionando dalla panchina nelle partite ufficiali spesso squalifiche e multe per proteste e comportamenti scorretti.